# ديفيد كارني

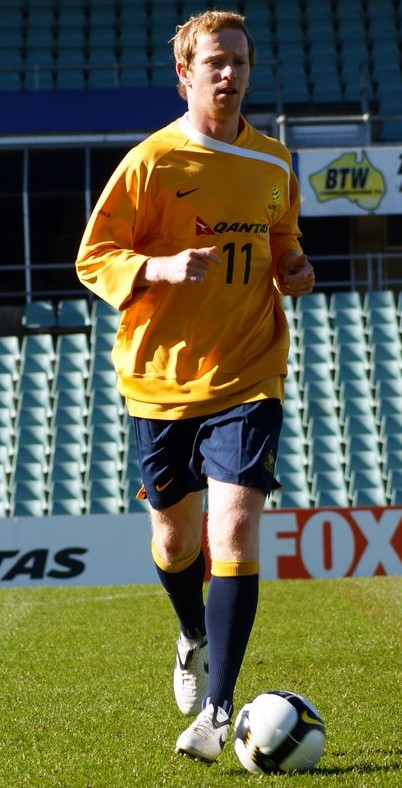
ديفيد كارني

ديفيد كارني (بالإنجليزية: David Carney)‏، من مواليد 30 نوفمبر 1983 في سيدني في أستراليا، لاعب كرة قدم أسترالي.
بدأ مسيرته الكروية مع نادي أولدهام أثلتك الإنجليزي في موسم 2003/2004، وفي عام 2004 انتقل إلى نادي هاليفاكس تاون، ولعب معهم 3 مباريات، وفي موسم 2004/2005 انتقل إلى نادي هاميلتون أكاديميكال الإسكتلندي، ولعب معهم 8 مباريات، وفي عام 2005 انتقل إلى نادي سيدني، ولعب معهم حتى عام 2007، وشارك معهم في 39 مباراة وسجل 7 أهداف، وفي عام 2007 انتقل إلى نادي شيفيلد يونايتد الإنجليزي ‘ وفي عام 2009 انتقل إلى نادي تفينتي الهولندي ‘ وفي عام 2010 انتقل لـ نادي بلاكبول الإنجليزي، ومنذ عام 2012 وهو يلعب مع نادي بونيودكور.
و قد بدأ باللعب مع منتخب أستراليا لكرة القدم في عام 2006.

## مسيرته الكروية
لعب ديفيد كارني خلال مسيرته الاحترافية مع 13 ناديًا لمدة واحد وعشرون موسمًا، وسجل خلالها 22 هدفًا ضمن 205 مباراة. كما فاز في موسمين بالكأس وفي ثلاثة مواسم بالدوري.
بدأ ديفيد كارني مسيرته مع نادي إيفرتون في موسم 2002–2003 ولعب معه لمدة موسم واحد، إلا أنه لم يشارك في أي مباراة ولم يسجل أي هدف. ثم انتقل إلى نادي هاليفاكس تاون في موسم 2003–2004 لمدة موسم واحد، حيث شارك في 3 مباريات ولم يسجل أي هدف أيضًا. لينتقل بعدها إلى نادي هاميلتون أكاديميكال في موسم 2004–2005 لمدة موسم واحد، مشاركًا في 8 مباريات ولم يسجل أي هدف أيضًا. ثم انتقل إلى نادي سيدني إف سي في موسم 2005–2006 في المرة الأولى ولمدة موسمين ثم في موسم 2015–2016 واستمر معه طيلة ثلاثة مواسم، مشاركًا طوالها في 91 مباراة سجل خلالها 16 هدفًا. هذا وانتقل لاحقًا إلى نادي شيفيلد يونايتد في موسم 2007–2008 ولمدة موسمين، مشاركًا في 21 مباراة سجل خلالها هدفين. ثم انتقل بعدها إلى نادي نورويتش سيتي في موسم 2008–2009 لمدة موسم واحد، مشاركًا في 9 مباريات ولم يسجل أي هدف. ليعود وينتقل من جديد، لكن هذه المرة إلى نادي تفينتي أنشخيدة في موسم 2009–2010 ولمدة موسمين، مشاركًا في 11 مباراة ولم يسجل أي هدف أيضًا. لينتقل بعدها إلى نادي بلاكبول في موسم 2010–11 لمدة موسم واحد، مشاركًا في 11 مباراة ولم يسجل أي هدف أيضًا. ثم لعب في نادي ألكوركون في موسم 2011–2012 لمدة موسم واحد، مشاركًا في 3 مباريات ولم يسجل أي هدف أيضًا. ليعود ويرتحل عنه إلى نادي بونيودكور ما بين عامي 2012 و2013 لمدة موسم واحد، مشاركًا في 4 مباريات سجل خلالها هدفًا واحدًا. ثم انتقل إلى نادي نيويورك ريد بولز ما بين عامي 2013 و2014 لمدة موسم واحد، مشاركًا في 7 مباريات ولم يسجل أي هدف. لينتقل بعدها إلى نادي نيوكاسل يونايتد جتس في موسم 2013–2014 واستمر معه طيلة ثلاثة مواسم، مشاركًا في 37 مباراة سجل خلالها 3 أهداف.

## روابط خارجية
- ديفيد كارني على موقع الاتحاد الدولي (مؤرشف)  (الإنجليزية)
- ديفيد كارني على موقع الدوري الأمريكي (الإنجليزية)
- ديفيد كارني على موقع قاعدة بيانات كرة القدم.إي يو (الإنجليزية)
- ديفيد كارني على موقع ناشيونال فوتبول تيمز (الإنجليزية)
- ديفيد كارني على موقع Soccerbase.com (لاعب) (الإنجليزية)
- ديفيد كارني على موقع Soccerway.com (الإنجليزية)
- ديفيد كارني على موقع عالم كرة القدم.نت (الإنجليزية)
- ديفيد كارني على موقع كووورة
- ديفيد كارني على موقع أوليمبيديا (الإنجليزية)
- ديفيد كارني على موقع اللجنة الأولمبية الأسترالية (الإنجليزية)